# TT28
La tombe thébaine TT 28 est située à El-Assasif, dans la nécropole thébaine, sur la rive ouest du Nil, face à Louxor en Égypte.
C'est la sépulture de Hori, officier de la succession d'Amon durant la période ramesside.